# دنیله دا وولترا
دانیل ریچارِلی (ایتالیایی: [daˈnjɛ:le rittʃaˈrɛlli]; ح. ۱۵۰۹–۴ آوریل ۱۵۶۶)، معروف به دنیله دا وولترا (‎/voʊlˈtɛrə/‎, ایتالیایی: [daˈnjɛ:le da (v)volˈtɛrra])، نقاش و مجسمه‌ساز ایتالیایی سبک تکلف گرایی بود. او نزدیک‌ترین شخص به میکل آنژ بود. پس از مرگ میکل آنژ مسؤل پوشاندن اندام‌های تناسلی در تابلوی داوری نهایی بود.

## نگارخانه

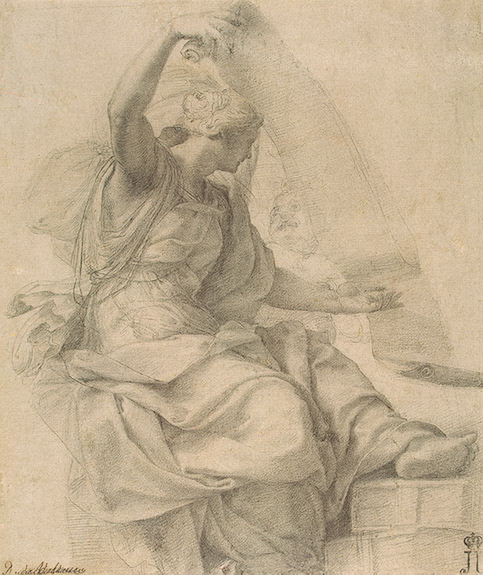
سیبل (حدود ۱۵۴۰ تا ۱۵۴۵); موزه ارمیتاژ،  سن پترزبورگقبل از ترمیم آن در سال ۲۰۰۴; ترینیتا دی مونتی،  رم
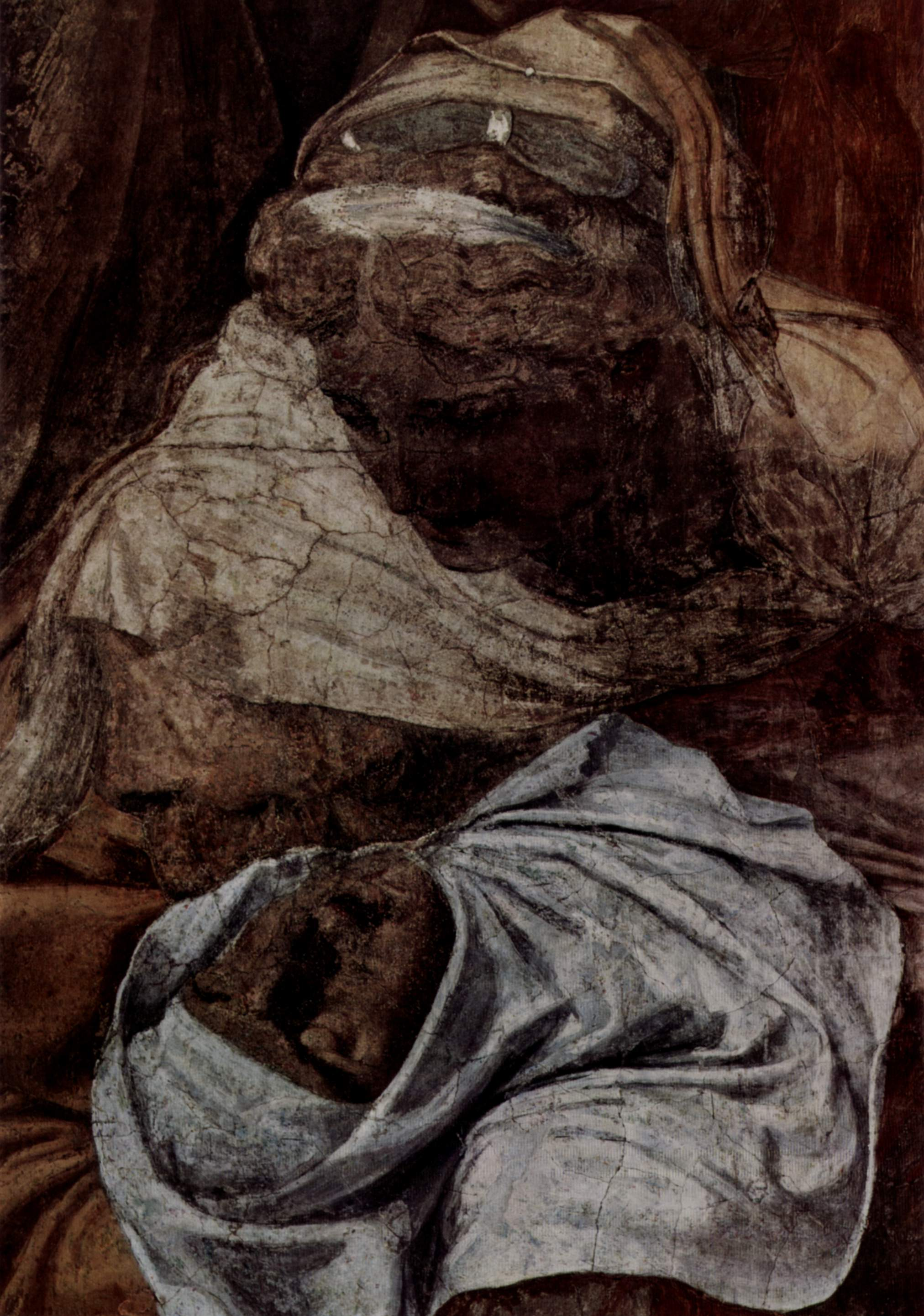
نزول از صلیب  (جزئیات ، قبل از ترمیم)
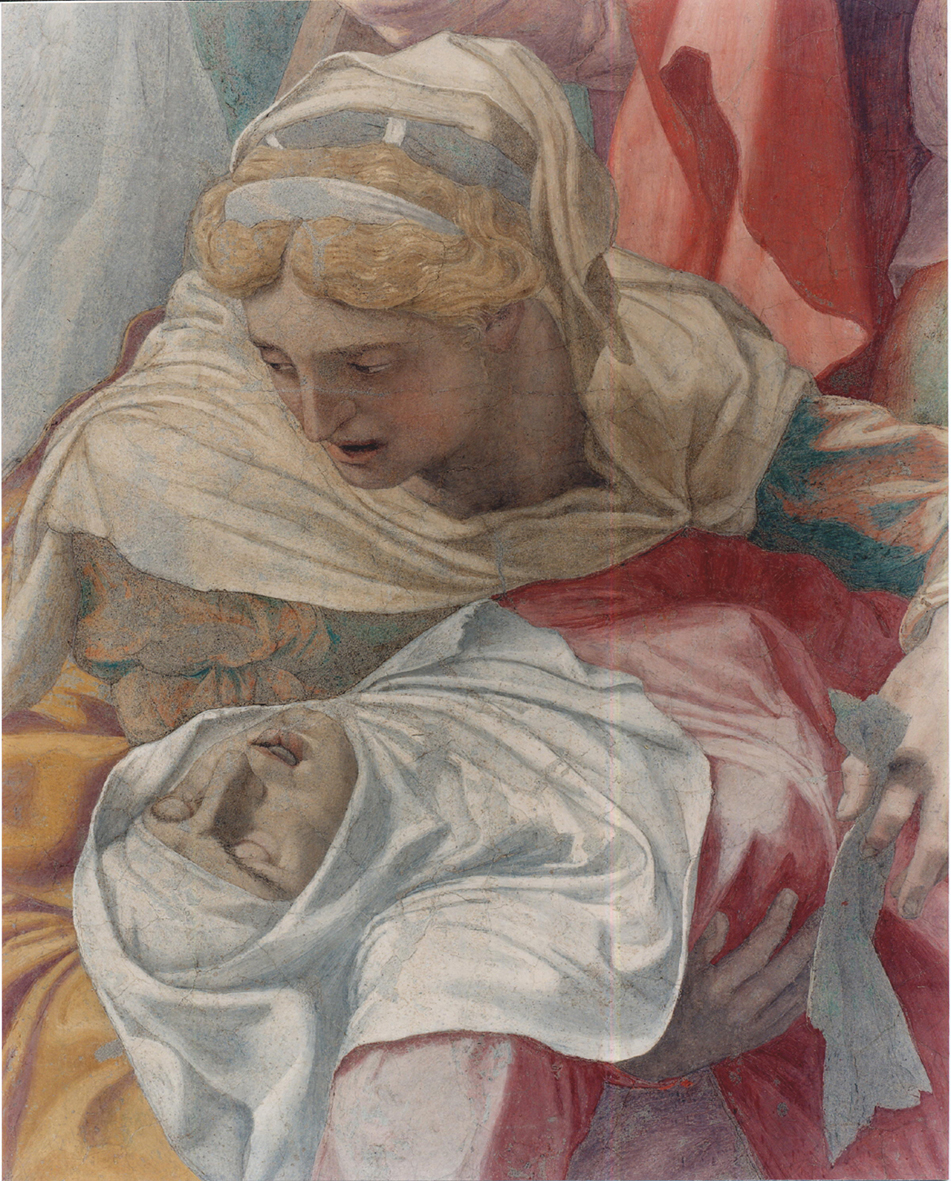
نزول از صلیب  (جزئیات ، بعد از ترمیم)
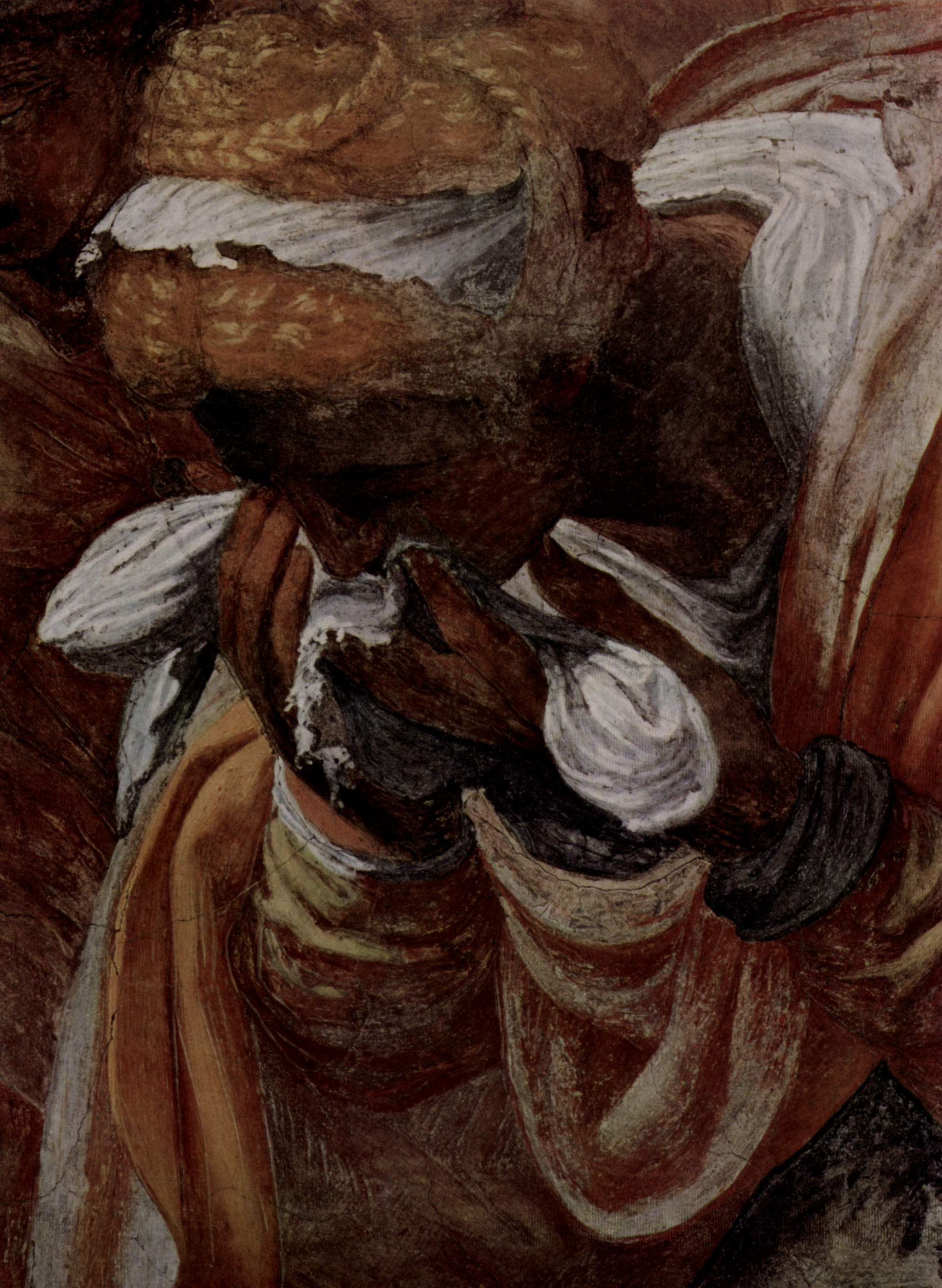
نزول از صلیب (جزئیات ، قبل از ترمیم)
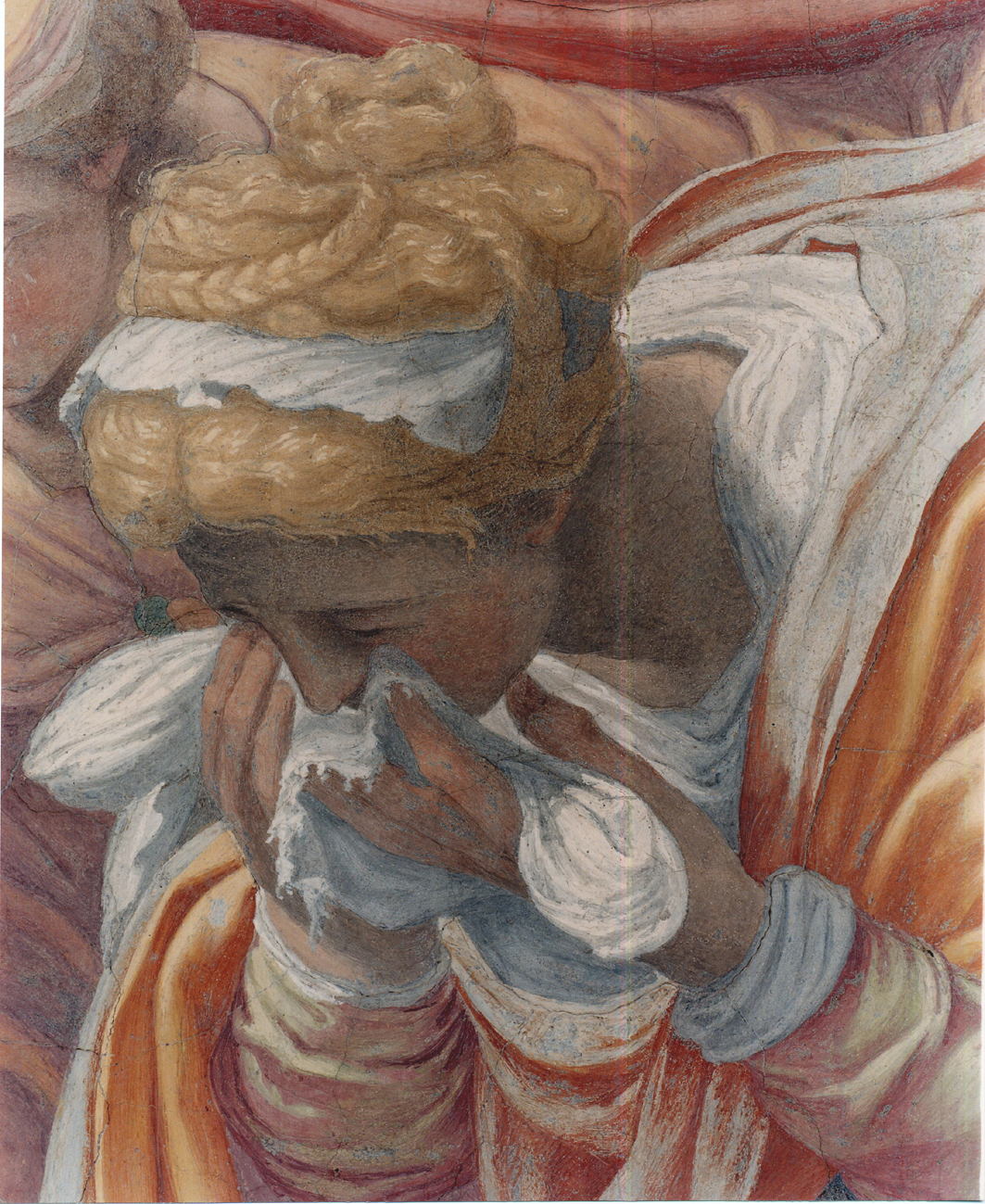
نزول از صلیب (جزئیات ، بعد از ترمیم)
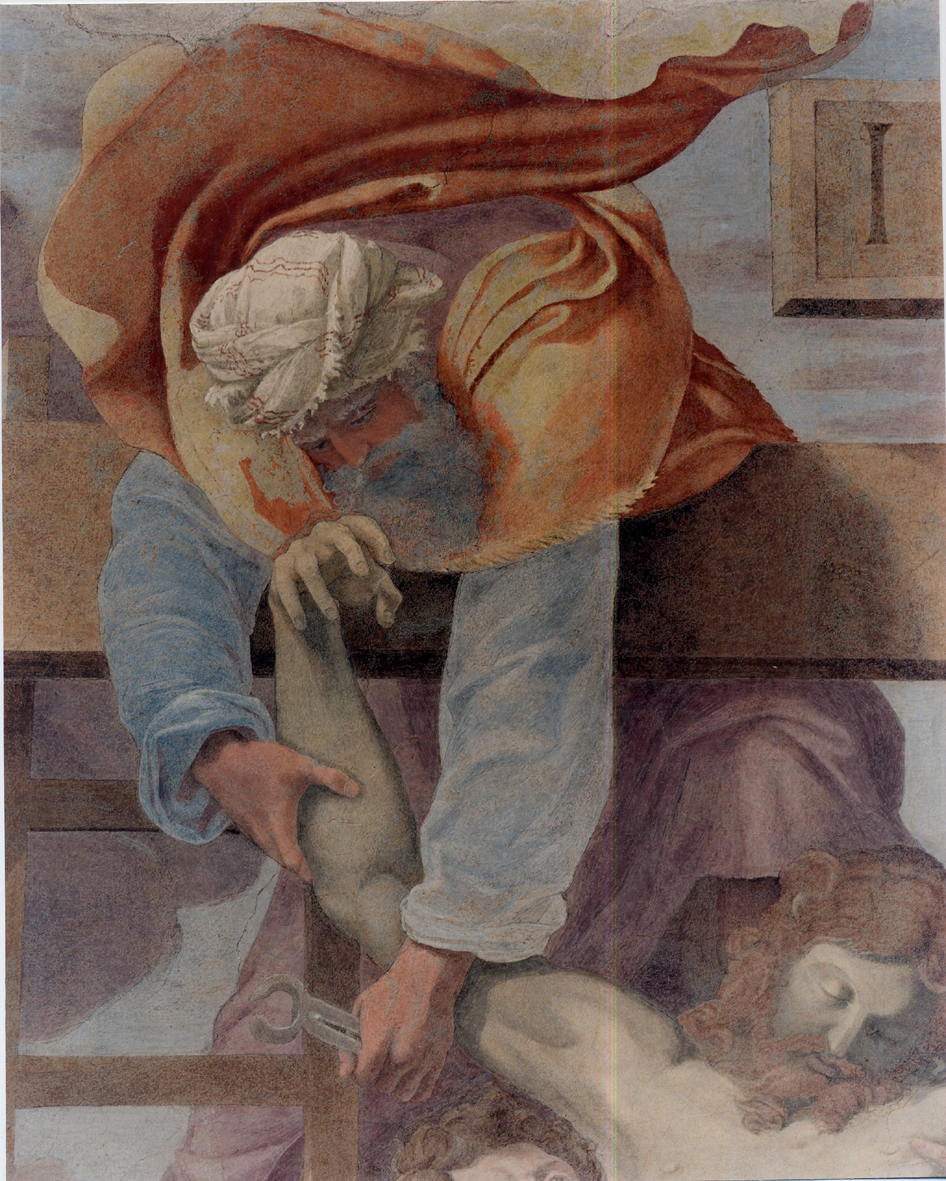
نزول از صلیب (جزئیات ، بعد از ترمیم)
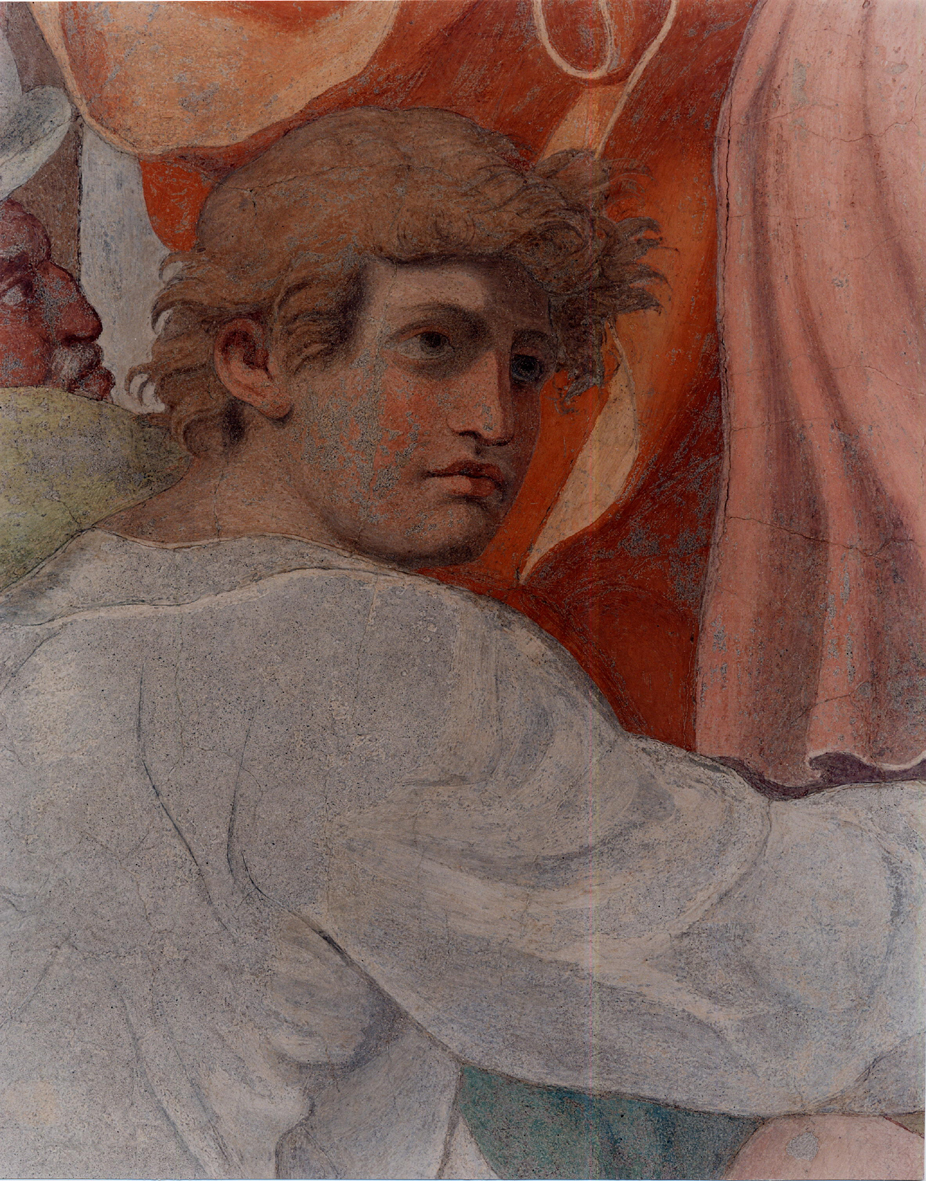
نزول از صلیب (جزئیات ، بعد از ترمیم)
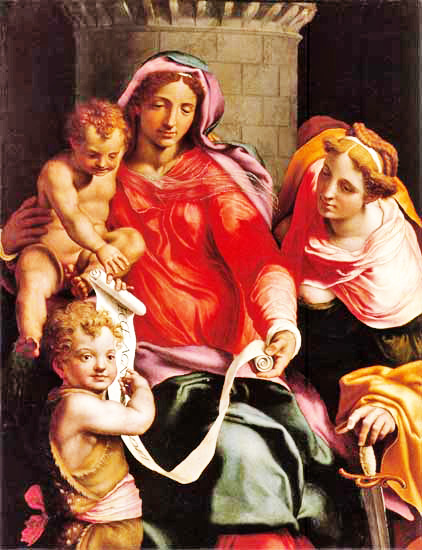
مادونا با فرزند ، جوان ژان باتیست و سن باربارا (حدود ۱۵۴۸)؛ مجموعه خصوصی
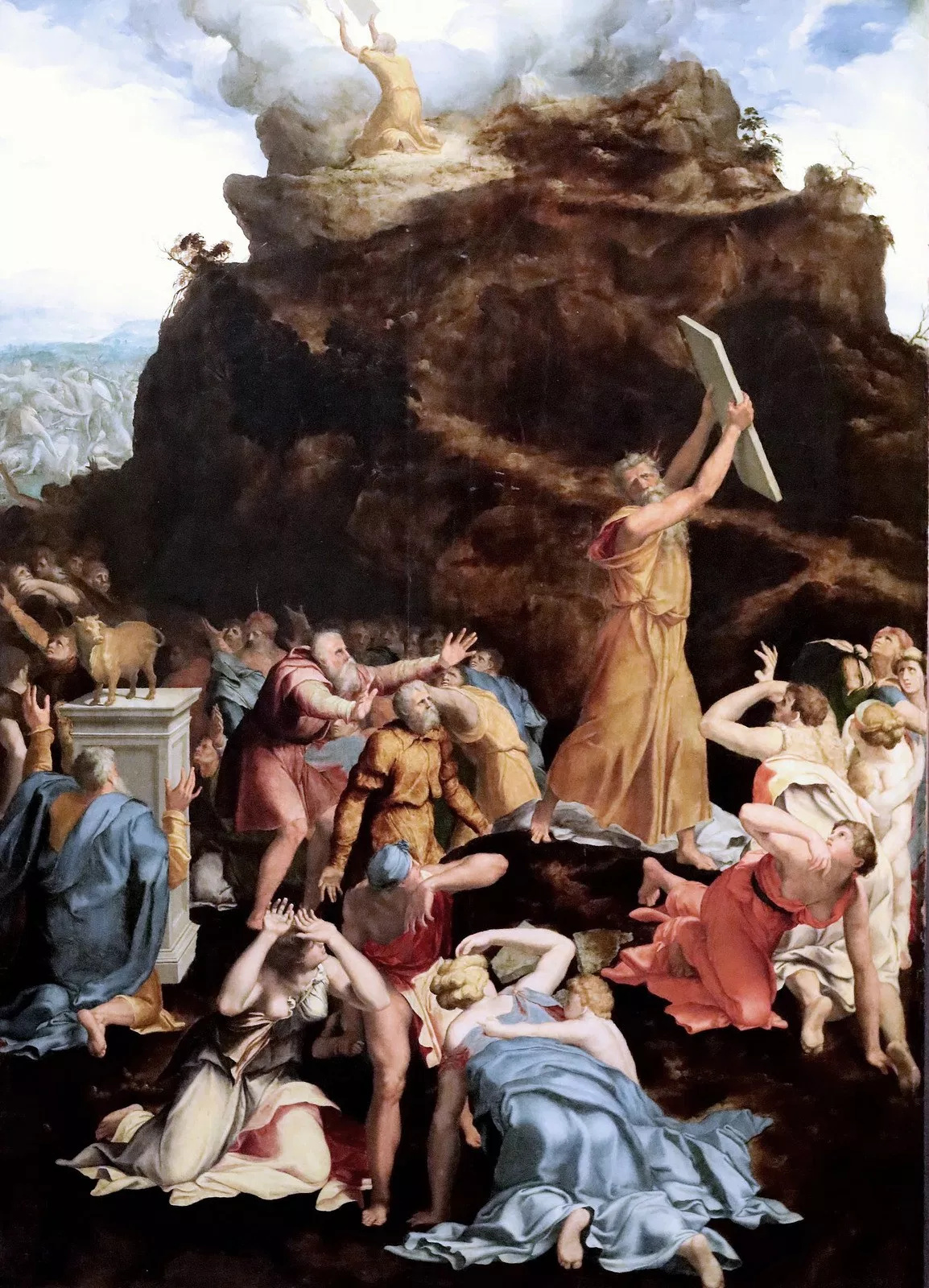
موسی در کوه سینا (۱۵۴۵ تا ۱۵۵۵); موزهٔ درسدن
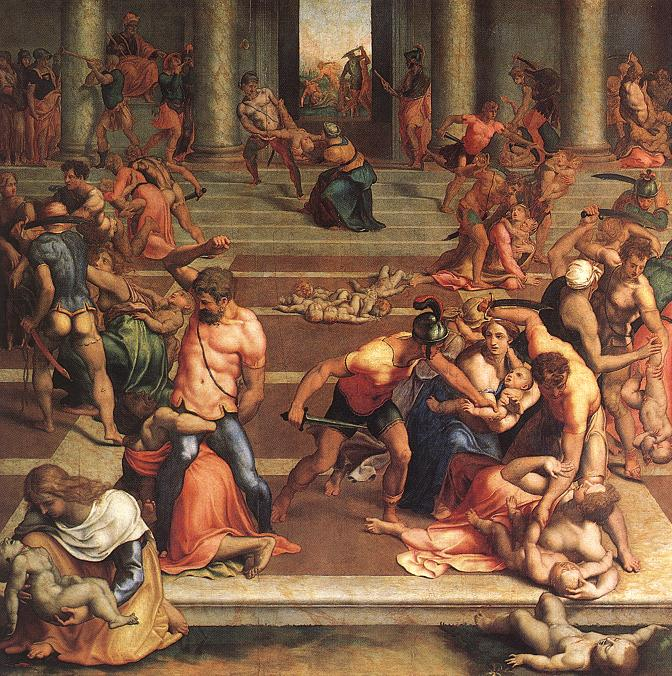
کشتار بی‌گناهان (حدود ۱۵۵۷); اوفیتزی،  فلورانس
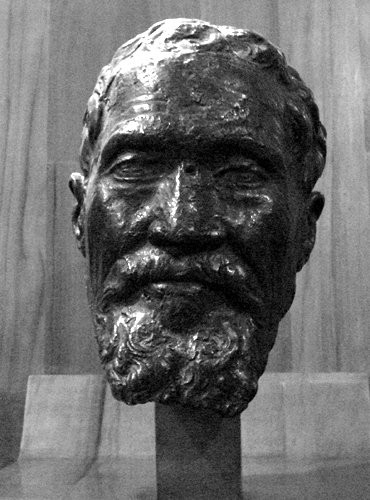
پرتره برنز از میکل آنژ (۱۵۶۴) ، ماسک پس از درگذشت او; قصر سفورزا،  میلان
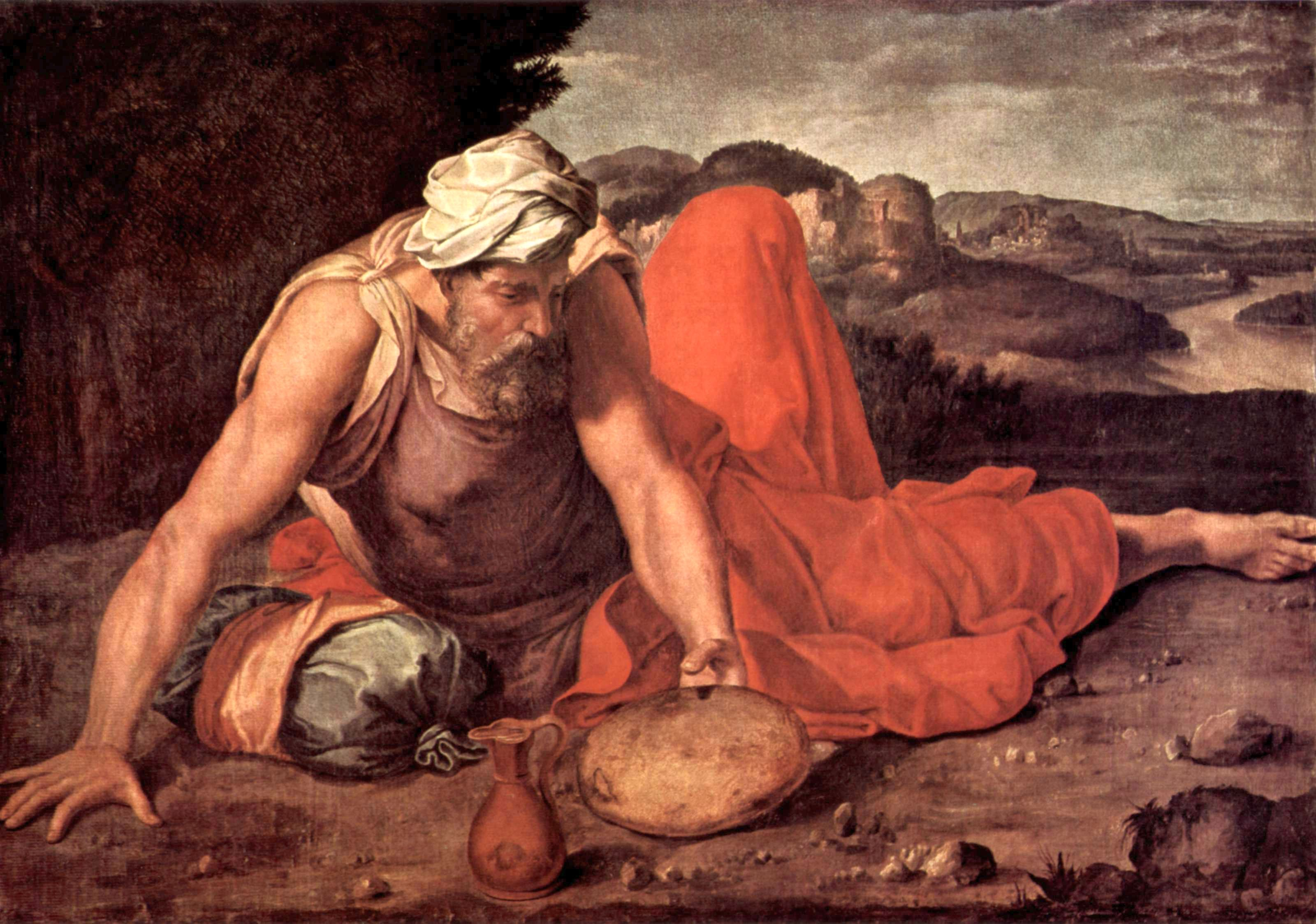
دنیله دا وولترا، الیاس پیامبر (حدود ۱۵۵۰ تا ۱۵۶۰)؛ در گالری اوفیتزی، فلورانس.
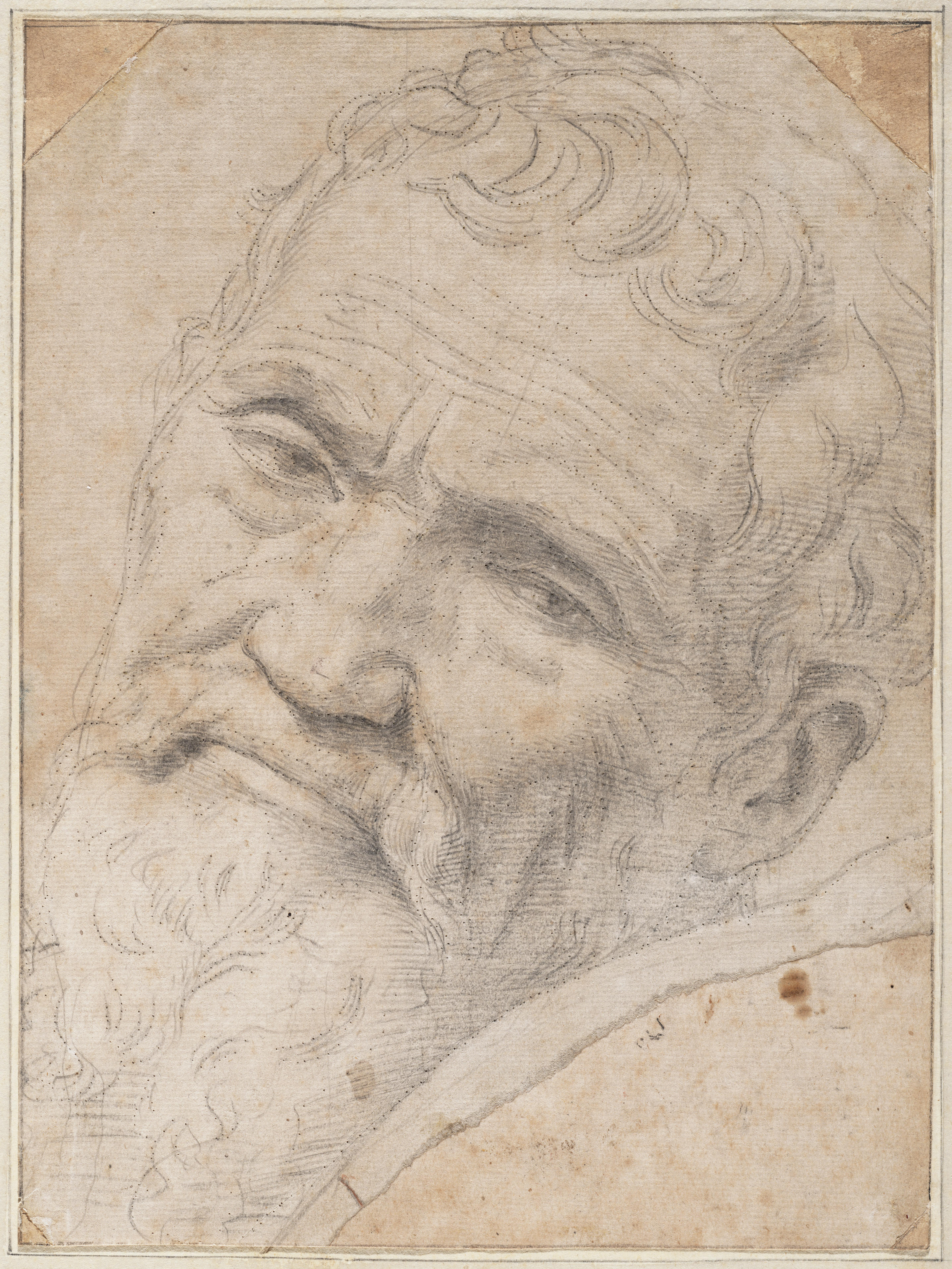
دنیله دا وولترا، پرتره میکل آنژ؛ موزهٔ تیلر، هارلم (هلند).